# Luan Gummich
Sven Luan Gummich (* 16. Mai 1989 in Köln) ist ein deutsch-brasilianischer Schauspieler.

## Leben
Gummich absolvierte von 2010 bis 2014 seine Schauspielausbildung an der Schauspielschule der Keller in Köln. Schon während des Studiums spielte er an den Wuppertaler Bühnen und an der Comedia Köln. Seitdem ist er regelmäßig im deutschen Kino und TV zu sehen, u. a. bei Wissen macht Ah!. Seit 2018 spielt er bei In aller Freundschaft – Die jungen Ärzte den Facharzt Mikko Rantala.

## Filmografie (Auswahl)
- 2013: Schimanski – Loverboy, ARD
- 2014: Suite française – Melodie der Liebe, Kino
- 2014: Der Staatsanwalt, ZDF
- 2015: Tatort – Erkläre Chimäre, ARD
- 2015: SOKO Köln – Blutspuren, ZDF
- 2017: Alarm für Cobra 11 – Die Autobahnpolizei – Atemlose Liebe, RTL
- 2018: Heldt – Elefant vergisst nicht, ZDF
- 2018: Billy Kuckuck – Margot muss bleiben!
- 2018: Rentnercops – Es ist alles in Ordnung, ARD
- seit 2018: In aller Freundschaft – Die jungen Ärzte (Fernsehserie, ARD)
- 2019: In aller Freundschaft – Die jungen Ärzte – Ganz in Weiß (Fernsehfilm, ARD)
- 2020: SOKO München – Das dritte Auge, ZDF
- 2021: In aller Freundschaft – Die jungen Ärzte – Adventskind (Fernsehfilm, ARD)
- 2022: Bettys Diagnose – Kleine und große Lügen, ZDF
- 2023: In aller Freundschaft – Dicht am Leben, ARD
- 2023: Hotel Mondial – Der perfekte Sturm, ZDF